# Чемитоквадже (станция)
Чемитоква́дже — станция Северо-Кавказской железной дороги РЖД, расположена в микрорайоне Чемитоквадже Лазаревского района города Сочи, Краснодарский край, Россия.
Расположена на берегу Чёрного моря. Станция получила наименование по одноименному населенному пункту Чемитоквадже.